# علم نفس التجميع
يشير علم نفس التجميع (بالإنجليزية: Psychology of collecting)‏ إلى مجال دراسة يهدف إلى فهم الأسباب تفسر سبب تكريس الناس للوقت والمال والطاقة لتجميع الأدوات والحفاظ عليها. وثمة مجموعة متنوعة من النظريات تقدم تفسيراً عن سبب هذا السلوك، بما في ذلك النزعة الاستهلاكية والمادية والبيولوجيا العصبية ونظرية التحليل النفسي.
يقدم علم نفس التجميع أيضًا نظرة عن قرب على التباين بين السلوك المتشابه الذي يمكن التعرف عليه في سلسلة متصلةعن هذا السلوك الذي يمكن أن يكون مفيدًا كهواية أو أن يكون اضطرابًا عقليًا. كما يخضع التنوع الكبير في الأدوات المختلفة المجمعة وتباين سلوكيات التجميع في هذه الأنواع أيضًا للبحث في علم النفس والتسويق وتصميم الألعاب.
يُعرف التجميع بأنه سلوك شائع، حيث تشير إحدى التقديرات إلى أن 40٪ من الأسر الأمريكية لديها شكل من أشكال سلوك التجميع، وثمة مصدر آخر يشير إلى تقدير عالمي يتقرب من 30٪ مع افتراض تباين منخفض بين البلدان.

## دوافع التجميع

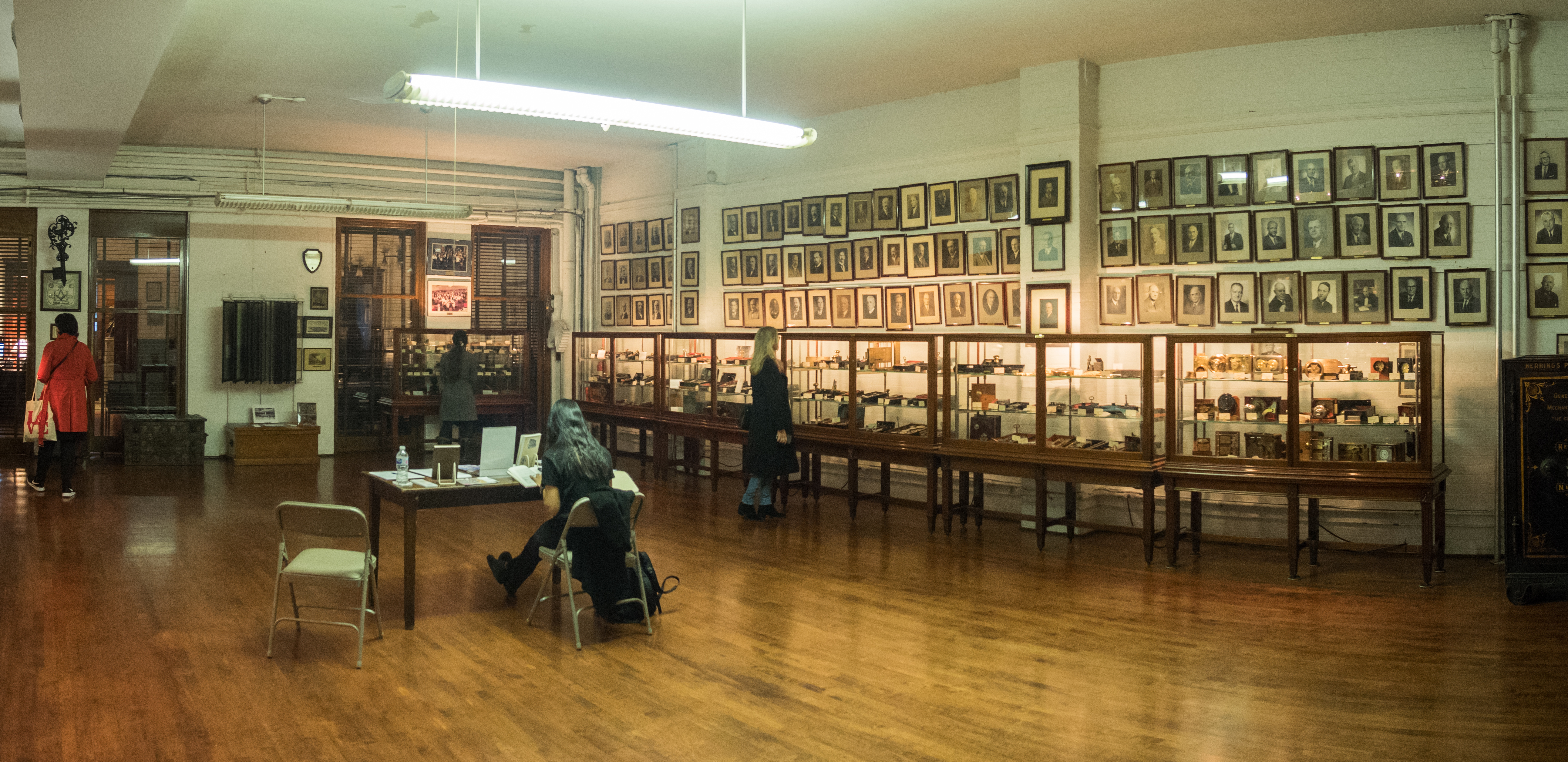
تشير هذه المجموعات في واجهات العرض الزجاجية التنوع فيما يجمعه الناس.

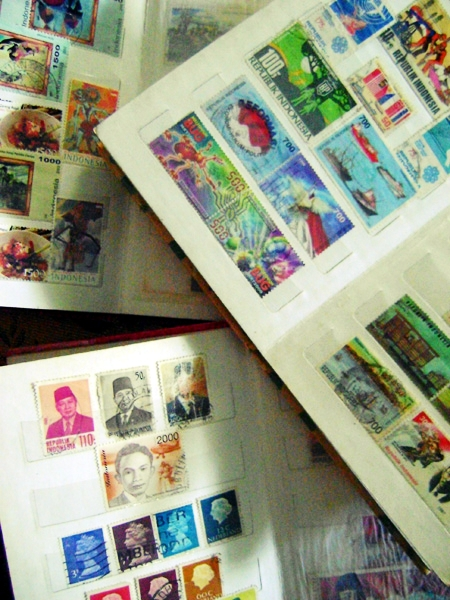
كان جمع الطوابع البريدية شائعًا في جميع أنحاء العالم.

على الرغم من أن المجموعات تتكون في الغالب من أدوات ملموسة، إلا أن أبحاث التسويق تفترض أن هذا السلوك في التجميع قد يكون هدفه البحث عن أشياء غير ماديةمثل تجربة أو فكرة أو شعور. وهذا يشكل أساسًا لنظريات النزعة الاستهلاكية والمادية، التي تفرض بعض القيم الجوهرية المنفصلة عن القيمة النقدية، مثل الفخامة والعاطفة والروحانية والتضامن أو الحنين إلى الماضي التي تحفز سلوك المستهلك.
وقد تكون البيئة الاجتماعية محفزة للتجميع أيضًا والتنافس للحصول على الأشياء، والتعاون في مشاركة المعرفة حول الأشياء المجمعة، والتي وفقًا للنظرية فهي تحفز البحث والتصنيف والعرض والتباهي بالمجموعات. وهذه الدوافع لا تتعارض مع بعضها البعض، بل قد تتحد الدوافع المختلفة أو تتقاطع مع أشخاص جامعين مختلفين. ونظرًا لأن هذه الدوافع لا تقتصر على مرحلة معينة من الحياة، فإن التجميع يعتبر أحيانًا سلوكاً يمارسه الشخص مدى الحياة وبالطبع لا يمكنه الإنتهاء منه.
تتنوع الأشكال الافتراضية للتجميع، فهي تكون أشياءً قابلة للتجميع مثل المعدات أو الشخصيات أو المركبات أو الحوامل، إلى ممتلكات مادية أقل مثل الإنجازات أو العملات والأشياء النادرة أو الذكريات أو القيمة السوقية . قد يكون لهذه المجموعات الافتراضية تأثيرات على آليات اللعبة، أو تكتسب لتعكس شخصية اللاعبين.
يصعب تحديد سلوك التجميع في الأوساط الأكاديمية نظرًا لنطاقه الكبير ووجود العديد من الأدوار لهذا السلوكـ إذ يمكن أن يتضمن أشياء مادية وافتراضية، وكذلك أشياء غير ملموسة مثل جمع النكات أو الأمثال.
 

## مقارنة التجميع بالاكتناز

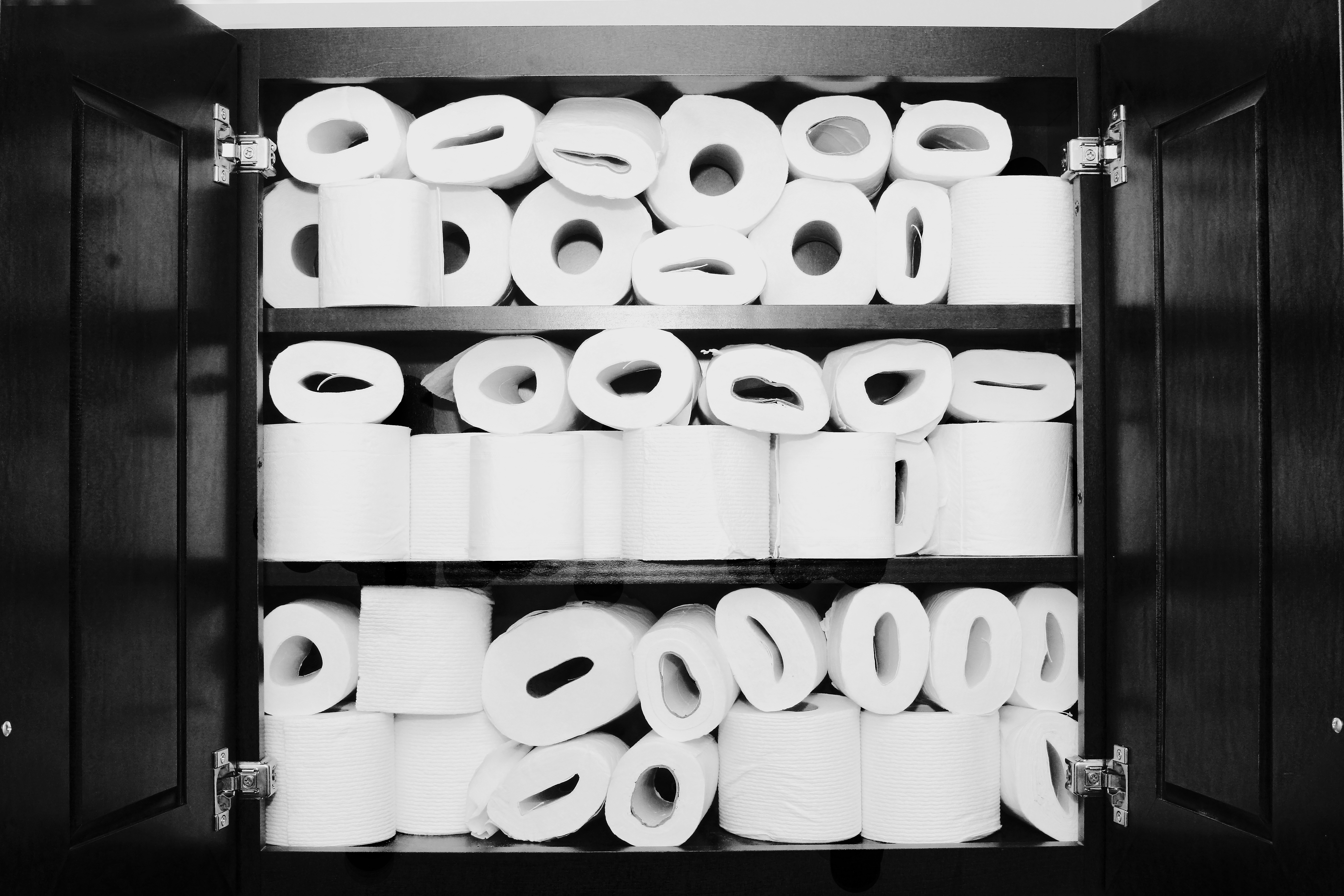
كان تخزين السلع الاستهلاكية مثل ورق التواليت عاملاً مساهماً في انقص المستلزمات الطبية خلال جائحة فيروس كورونا.

يمكن أن يصبح الجمع كهواية اكتنازًا أو اكتنازًا قهريًا، واستخدام مساحة كبيرة من منطقة المعيشة لهذه الأشياء يؤدي إلى الضيق. الاكتناز القهري، المعروف أيضًا باسم اضطراب الاكتناز القهري، هو اضطراب عقلي شُخص في الدليل التشخيصي والإحصائي للاضطرابات النفسية (الطبعة الخامسة) ويرتبط ارتباطًا وثيقًا باضطراب الوسواس القهري واضطراب الوسواس القهري.
يقع التجميع والتكديس والاكتناز القهري في سلسلة متصلة من نفس السلوكيات الأساسية ، وتنقسم هذه السلوكيات عمومًا إلى فئتين عامتين من السلوك: الوسواسي القهري، والاكتناز المستقلة عن الوسواس القهري .
ومن التقاطع في وصف التجم
يع كهواية إلى اكتناز باعتباره سلوكًا غير قادر على التكيف. قال بريان بتروليس، وهو لاعب سابق في جامعة سانت ماري،، وجامع توقيعات: "التجميع يصبح إدمانًا، [...] تمامًا مثل المقامرة أو المخدرات أو الجنس. إنه أمر مثل وضع عملة معدنية في ماكينة قمار. قد لا تربح هذه المرة، لذلك عملة أخرى وتستمر في فعل ذلك حتى تُستغل أو تفوز بالجائزة الكبرى في النهاية".

## علم الأعصاب
اقترحت النظريات العصبية أنه يمكن في بعض الحالات تفسير سلوكيات التجميع من خلال تلف الدماغ أو التشوهات. ويعزو هذا البحث أن هذا السلوك ناتج عن تشوهات في قشرة الفص الجبهي، والتي يمكن أن تفسر أيضاً النتائج السيئة من الناحية النفسية والاجتماعية . قشرة الفص الجبهي هي منطقة من الدماغ مسؤولة عن تنظيم السلوكيات المعرفية مثل اتخاذ القرار ومعالجة المعلومات وتنظيم السلوك. وتوجد أدلة أيضًا لدعم هذه الفرضية عن أضرار لحقت بقشرة الفص الجبهي البطني . وهناك أيضًا حالات يُعتقد فيها أن تلفًا دماغيًا آخر منتشرًا في جميع أنحاء نصفي الكرة الأيمن والأيسر سبب سلوك الاكتناز.

## نظرية التحليل النفسي
حتى عقد التسعينيات من القرن العشرين، كانت نظريات فرويد والتحليل النفسي تُستخدم لوصف سبب سلوك التجميع لدى الأشخاص. إذ بدأت النظريات المبكرة في أوائل ومنتصف القرن العشرين بناءً على نظريتي التطور النفسي الجنسي ونظرية الحافز.
لقد اقترح فرويد فكرة أن التجميع ينبع من سلوك التدريب على استخدام المرحاض. وفي أواخر التسعينيات، أدت شعبية نظريات النماذج العلائقية، مثل علم النفس الذاتي، إلى تطبيق هذه النظريات لوصف التجميع أيضًا، ممّا يطرح فكرة أن التجميع يؤسس إحساسًا أفضل للذات. وقد حدد منظور التحليل النفسي بشكل عام خمسة دوافع رئيسية للتجميع، وهي: الأهداف أنانية، وأهداف نكران الذات؛ وللحفظ والترميم والإحساس بالاستمرارية، وكاستثمار مالي، وبوصفه شكلاً من أشكال الإدمان. إدمان التجميع كان يسمى اكتناز ويعكس "الجانب المظلم" لسلوك التجميع.

## أنظر أيضاً
- علم النفس الرياضي